# Perulifera madagascariensis
Perulifera,  es un género monotípico de plantas herbáceas,  perteneciente a la familia de las poáceas. Su única especie: Perulifera madagascariensis A.Camus , es originaria de Madagascar.
Algunos autores lo consideran incluido en el género Pseudechinolaena. 